# Говодарва
Говодарва (рум. Govodarva) — село у повіті Мехедінць в Румунії. Входить до складу комуни Кезенешть.
Село розташоване на відстані 255 км на захід від Бухареста, 19 км на схід від Дробета-Турну-Северина, 83 км на північний захід від Крайови.

## Населення
За даними перепису населення 2002 року у селі проживали 63 особи, усі — румуни. Усі жителі села рідною мовою назвали румунську.